# Reggae
Reggae je glazbeni žanr nastao na Jamajci u kasnim 1960im.
Termin reggae se ponekad koristi u širem smislu i tada se odnosi na više vrsta jamajkanske glazbe, poput ska, dub i rocksteadyja. Reggae kao pojam u užem smislu se koristi kao specifičan naziv za određeni glazbeni stil koji je nastao razvojem rocksteadya. Prema tome reggae se dijeli u dvije podvrste: roots reggae i dancehall reggae, koji je nastao kasnih 1970-ih. Reggae ritam je prepoznatljiv po ritam gitari i bas bubnju koji udara treći beat svake mjere, što je poznato kao one drop. Ritam u reggaeu je sporiji nego kod njegovih prethodnika i često se veže uz rastafari pokret koji je utjecao na mnoge reggae glazbenike u sedamdesetih i osamdesetih godina prošloga stoljeća. 

## Počeci
(Toots Hibbert, jedan od pionira reggaea)
Ska, rocksteady i rani reggae bili su prije svega glazba za ples. Međutim, novo desetljeće je donijelo i nove promjene - mogućnost da glazba postoji sama zbog sebe. Novi sastavi nisu više htjeli zadovoljavati želje producenata, već su zahtijevali umjetničku slobodu i pravo da samostalno odlučuju o svojim pjesmama. Bilo je to rođenje roots reggaea. 
Religija je imala značajno mjesto u roots reggaeu, ali svijest o društvenoj nepravdi i želja da se to izmjeni bili su glavni pokretači ovoga zvuka. To je bilo vrijeme velikih političkih sukoba na Jamajci. Na jednoj strani je bio Michael Manley, lider opozicijske partije koji se zalagao za socijalizam i povezivanje Jamajke s Kubom. Na drugoj strani bio je Edward Seaga koji je vladao uz podršku Amerike i CIA-e. I jedan i drugi su pokušavali pridobiti ljude iz geta,1972. godine pobijedio je Manley, zahvaljujući i podršci nekih reggae glazbenika kao što je Max Romeo. Ova pobjeda nije doprinijela smirenju situacije na Jamajci. Sada u opoziciji, Seaga je u pomoć CIA-e okupljao bande i naoružavao ih za političku borbu. Ubrzo su obje partije imale svoje pristalice koje su naoružane prinuđivale ljude da se opredijele, dok se na ulicama Kingstona odigravao pravi rat. U ovakvoj atmosferi je 1976. godine došlo i do atentata na Boba Marleya, koji je preživio.
Ovaj period obilježio je veliki broj izvanrednih glazbenika, među njima su najznačajniji bili Bob Marley sa svojim sastavom The Wailers, Lee Scratch Perry, Jimmy Cliff, Dennis Alcapone, The Culture, Burning Spear, The Abyssinians, Dennis Brown. 
1973. godine izdan je album Catch A Fire (Bob Marley & The Wailers), koji se smatra prvim reggae albumom. Do tada su se uglavnom izdavale samo kolekcije singlova. Po prvi put su reggae glazbenici počeli stvarati glazbu za strano tržište, a neke od pjesama su naknadno aranžirane kako bi se prilagodile europskom tržištu.
Iako su i ranije poneki glazbenici prihvaćali rastafarijanizam, do 1973. godine bilo ih je zanemarivo malo. Rastafarijanci su do tada bili smatrani otpadnicima i kriminalcima, ali s dolaskom reggae glazbe stvari su se promijenile. Ubrzo su svi poznatiji reggae glazbenici imali dreadlockse i pjevali o Haileu Selassiju. Veza reggae glazbe s rastafarijanizmom je bila toliko jaka da su predstavnici stranih izdavačkih kuća odbijali potpisivanje ugovore s pjevačima koji nisu bili rastafarijanci i nisu imali dreadlockse. 
Veliki utjecaj u internacionalnom širenju reggae glazbe imao je i engleski punk pokret. Punk sastav The Clash radio je obrade roots reggae pjesama. Punk publika je lako prihvatila ovaj žanr - iako su stilovi bili veoma različiti, osjećaj koje je nastajao, poziv na pobunu protiv postojećeg sistema im je bio zajednički. Neki mlađi reggae sastavi nastupali su zajedno s engleskim punk sastavima u projektu "Rockom protiv rasizma". 